# Rekordy Azji w lekkoatletyce
Lekkoatletyczne rekordy Azji − rekordy Azji w konkurencjach lekkoatletycznych.

## Mężczyźni
| Konkurencja                   | Rezultat   | Zawodnik | Miejsce uzyskania | Data                 |
| ----------------------------- | ---------- | --- | ----------------- | -------------------- |
| bieg na 100 m                 | 9,83       | Su Bingtian | Tokio             | 1 sierpnia 2021      |
| bieg na 200 m                 | 19,88      | Xie Zhenye | Londyn            | 21 lipca 2019        |
| bieg na 400 m                 | 43,93      | Youssef Masrahi | Pekin             | 23 sierpnia 2015     |
| bieg na 800 m                 | 1:42,79    | Youssef Saad Kamel | Monako            | 29 lipca 2008        |
| bieg na 1000 m                | 2:14,72    | Youssef Saad Kamel | Sztokholm         | 22 lipca 2008        |
| bieg na 1500 m                | 3:29,14    | Rashid Ramzi | Rzym              | 14 lipca 2006        |
| bieg na milę                  | 3:47,97    | Daham Najim Bashir | Oslo              | 29 lipca 2005        |
| bieg na 2000 m                | 4:55,57    | Muhammad Sulajman | Rzym              | 8 czerwca 1995       |
| bieg na 3000 m                | 7:30,76    | Gamal Belal Salem | Doha              | 13 maja 2005         |
| bieg na 5000 m                | 12:48,67   | Birhanu Balew | Paryż             | 20 czerwca 2025      |
| bieg na 5 km                  | 13:06      | Birhanu Balew | Herzogenaurach    | 29 kwietnia 2023     |
| bieg na 10 000 m              | 26:38,76   | Ahmad Hassan Abdullah | Bruksela          | 5 września 2003      |
| bieg na 10 km                 | 26:54      | Birhanu Balew | Herzogenaurach    | 26 kwietnia 2025     |
| bieg na 20 000 m              | 57:48,7h   | Toshihiko Seko | Odawara           | 11 maja 1985         |
| bieg godzinny                 | 20,410 km  | Seiji Kushibe | Tokio             | 2 października 1996  |
| półmaraton                    | 58:40      | Abraham Cheroben | Kopenhaga         | 17 września 2017     |
| bieg na 25 000 m              | 1:13:55,8h | Toshihiko Seko | Christchurch      | 22 marca 1981        |
| bieg na 30 000 m              | 1:29:18,8h | Toshihiko Seko | Christchurch      | 22 marca 1981        |
| maraton                       | 2:04:43    | El Hassan El-Abbassi | Walencja          | 23 grudnia 2018      |
| bieg na 100 km                | 6:09:14    | Nao Kazami | Saroma            | 24 czerwca 2018      |
| bieg na 110 m przez płotki    | 12,88      | Liu Xiang | Lozanna           | 11 lipca 2006        |
| bieg na 400 m przez płotki    | 46,98      | Abderrahaman Samba | Paryż             | 30 czerwca 2018      |
| bieg na 3000 m z przeszkodami | 7:53,63    | Saif Saaeed Shaheen | Bruksela          | 3 września 2004      |
| sztafeta 4 × 100 m            | 37,43      | Japonia · Shūhei Tada · Kirara Shiraishi · Yoshihide Kiryū · Abdul Hakim Sani Brown                                                                           | Doha              | 5 października 2019  |
| sztafeta 4 × 200 m            | 1:20,83    | Chiny (Szantung) · Wang Shengjie · Xie Yuqiang · Zhang Yaorong · Qiao Zhen                                                                                    | Xi’an             | 23 września 2021     |
| sztafeta 4 × 200 m            | 1:20,83    | Chiny (Guangdong) · Su Bingtian · Zhang Ruixian · Mo Youxue · Yan Haibin                                                                                      | Xi’an             | 23 września 2021     |
| sztafeta 4 × 400 m            | 2:58,33    | Japonia · Yuki Joseph Nakajima · Kaitō Kawabata · Fūga Satō · Kentarō Satō                                                                                    | Paryż             | 10 sierpnia 2024     |
| sztafeta 4 × 800 m            | 7:06,66    | Katar · Majed Saeed Sultan · Salem Amer Al-Badri · Abdulrahman Suleiman · Abubaker Ali Kamal                                                                  | Bruksela          | 25 sierpnia 2006     |
| sztafeta 4 × 1500 m           | 15:10,77   | Katar · Mohamad Al-Garni · Hashim Salah Mohamed · Maaz Abdelrahman Shagag · Abubaker Ali Kamal                                                                | Nassau            | 25 maja 2014         |
| sztafeta maratońska           | 1:58:58    | Japonia · Takayuki Matsumiya (13:34) · Yuki Sato (27:52) · Atsushi Sato (13:59) · Kazuo Ietani (28:26) · Michitaka Hosokawa (14:10) · Takanobu Otsubo (20:57) | Chiba             | 23 listopada 2005    |
| chód na 10 000 m              | 37:25,21   | Eiki Takahashi | Inzai             | 14 października 2020 |
| chód na 10 km                 | 37:44      | Wang Zhen | Pekin             | 18 września 2010     |
| chód na 20 000 m              | 1:18:03,3h | Bo Lingtang | Pekin             | 7 kwietnia 1994      |
| chód na 20 km                 | 1:16:10    | Toshikazu Yamanishi | Kobe              | 16 lutego 2025       |
| chód na 35 km                 | 2:21:47    | Masatora Kawano | Takahata          | 27 października 2024 |
| chód na 50 000 m              | 3:48:13,7h | Zhao Yongsheng | Fana              | 7 maja 1994          |
| chód na 50 km                 | 3:36:06    | Yu Chaohong | Nankin            | 22 października 2005 |
| skok wzwyż                    | 2,43       | Mutazz Isa Barszim | Bruksela          | 5 września 2014      |
| skok o tyczce                 | 6,00       | Ernest John Obiena | Bergen            | 10 czerwca 2023      |
| skok o tyczce                 | 6,00       | Ernest John Obiena | Budapeszt         | 26 sierpnia 2023     |
| skok w dal                    | 8,48       | Mohamed Salman Al-Khuwalidi | Sotteville        | 2 lipca 2006         |
| trójskok                      | 17,68      | Wu Ruiting | Quzhou            | 4 sierpnia 2025      |
| pchnięcie kulą                | 21,80      | Mohammed Daoud Tolo | Madryt            | 21 czerwca 2024      |
| rzut dyskiem                  | 69,32      | Ehsan Hadadi | Tallinn           | 3 czerwca 2008       |
| rzut młotem                   | 84,86      | Kōji Murofushi | Praga             | 29 czerwca 2003      |
| rzut oszczepem                | 92,97      | Arshad Nadeem | Paryż             | 8 sierpnia 2024      |
| dziesięciobój                 | 8725 pkt.  | Dmitrij Karpow | Ateny             | 24 sierpnia 2004     |

## Kobiety
| Konkurencja                   | Rezultat   | Zawodniczka | Miejsce uzyskania | Data                 |
| ----------------------------- | ---------- | --- | ----------------- | -------------------- |
| bieg na 100 m                 | 10,79      | Li Xuemei | Szanghaj          | 18 października 1997 |
| bieg na 200 m                 | 22,01      | Li Xuemei | Szanghaj          | 22 października 1997 |
| bieg na 400 m                 | 48,14      | Salwa Eid Naser | Doha              | 3 października 2019  |
| bieg na 800 m                 | 1:55,54    | Liu Dong | Pekin             | 9 września 1993      |
| bieg na 1000 m                | 2:35,30    | Nelly Jepkosgei | Berlin            | 2 września 2018      |
| bieg na 1500 m                | 3:50,46    | Qu Yunxia | Pekin             | 11 września 1993     |
| bieg na milę                  | 4:17,75    | Maryam Yusuf Jamal | Bruksela          | 14 września 2007     |
| bieg na 2000 m                | 5:29,41    | Wang Junxia | Pekin             | 12 września 1993     |
| bieg na 3000 m                | 8:06,11    | Wang Junxia | Pekin             | 13 września 1993     |
| bieg na 5000 m                | 14:28,09   | Jiang Bo | Szanghaj          | 23 października 1997 |
| bieg na 10 000 m              | 29:31,78   | Wang Junxia | Pekin             | 8 września 1993      |
| bieg na 10 km                 | 29:38 mx   | Kalkidan Gezahegne | Genewa            | 3 października 2021  |
| bieg na 20 000 m              | 1:06:48,8h | Izumi Maki | Amagasaki         | 20 września 1993     |
| bieg godzinny                 | 17,952 km  | Junko Kataoka | Tokio             | 1 października 1994  |
| półmaraton                    | 1:05:22 mx | Violah Jepchumba | Praga             | 1 kwietnia 2017      |
| bieg na 25 000 m              | 1:33:53,4h | Tamaki Okuno | Tokio             | 10 października 1996 |
| bieg na 30 000 m              | 1:53:03,6h | Tamaki Okuno | Tokio             | 10 października 1996 |
| maraton                       | 2:19:12 mx | Mizuki Noguchi | Berlin            | 25 września 2005     |
| maraton                       | 2:18:59 wo | Honami Maeda | Osaka             | 28 stycznia 2024     |
| bieg na 100 km                | 6:33:11 mx | Tomoe Abe | Saroma            | 25 czerwca 2000      |
| bieg na 100 m przez płotki    | 12,44      | Olga Szyszygina | Lucerna           | 27 czerwca 1995      |
| bieg na 400 m przez płotki    | 53,09      | Kemi Adekoya | Budapeszt         | 24 sierpnia 2023     |
| bieg na 3000 m z przeszkodami | 8:44,39    | Winfred Yavi | Rzym              | 30 sierpnia 2024     |
| sztafeta 4 × 100 m            | 42,23      | Chiny (Syczuan) · Xiao Lin · Li Yali · Liu Xiaomei · Li Xuemei                                                                 | Szanghaj          | 23 października 1997 |
| sztafeta 4 × 200 m            | 1:32,76    | Chiny · Liang Xiaojing · Wei Yongli · Kong Lingwei · Ge Manqi                                                                  | Jokohama          | 12 maja 2019         |
| sztafeta 4 × 400 m            | 3:24,28    | Chiny (Hebei) · An Xiaohong · Bai Xiaoyun · Cao Chunying · Ma Yuqin                                                            | Pekin             | 13 września 1993     |
| sztafeta 4 × 800 m            | 8:16,2h    | Chiny (Liaoning) · Liu Dong · Chen Yumei · Qu Yunxia · Liu Li                                                                  | Szanghaj          | 1 października 1991  |
| sztafeta 4 × 1500 m           | 18:31,18   | Japonia · Mina Ogawa · Chizuko Ishizuka · Sayuri Kumagai · Hitomi Nakasaka                                                     | Hitachinaka       | 26 maja 1996         |
| sztafeta maratońska           | 2:11:41    | Chiny · Jiang Bo (15:42) · Dong Yanmei (31:36) · Zhao Fengting (15:16) · Ma Zaijie (31:01) · Lan Lixin (15:50) · Li Na (22:16) | Pekin             | 28 lutego 1998       |
| chód na 5000 m                | 20:34,76   | Liu Hong | Tiencin           | 16 września 2012     |
| chód na 10 000 m              | 41:37,9h   | Gao Hongmiao | Pekin             | 7 kwietnia 1994      |
| chód na 20 000 m              | 1:29:32,4h | Song Hongjuan | Changsha          | 23 października 2003 |
| chód na 20 km                 | 1:23:49    | Yang Jiayu | Huangshan         | 20 marca 2021        |
| chód na 35 km                 | 2:38:42    | Liu Hong | Wajima            | 16 kwietnia 2023     |
| chód na 50 km                 | 3:59:15    | Liu Hong | Huangshan         | 9 marca 2019         |
| skok wzwyż                    | 2,00       | Nadieżda Dubowicka | Ałmaty            | 8 czerwca 2021       |
| skok o tyczce                 | 4,72       | Li Ling | Szanghaj          | 18 maja 2019         |
| skok w dal                    | 7,01       | Yao Weili | Jinan             | 4 czerwca 1993       |
| trójskok                      | 15,25      | Olga Rypakowa | Split             | 4 września 2010      |
| pchnięcie kulą                | 21,76      | Li Meisu | Shijiazhuang      | 23 kwietnia 1988     |
| rzut dyskiem                  | 71,68      | Xiao Yanling | Pekin             | 14 marca 1992        |
| rzut młotem                   | 77,68      | Wang Zheng | Chengdu           | 29 marca 2014        |
| rzut oszczepem                | 67,98      | Lü Huihui | Shenyang          | 2 sierpnia 2019      |
| siedmiobój                    | 6942 pkt.  | Ghada Shouaa | Götzis            | 26 maja 1996         |
| dziesięciobój                 | 7798 pkt.  | Irina Naumienko | Talence           | 26 września 2004     |

## Mieszane
| Konkurencja        | Rezultat | Zawodnicy                                                                   | Miejsce uzyskania | Data             |
| ------------------ | -------- | --------------------------------------------------------------------------- | ----------------- | ---------------- |
| sztafeta 4 × 400 m | 3:11,82  | Bahrajn · Musa Isah · Aminat Yusuf Jamal · Salwa Eid Naser · Abbas Abu Bakr | Doha              | 29 września 2019 |